# Huairou
Huairou (chinesisch 懷柔區 / 怀柔区, Pinyin Huáiróu Qū) ist ein Stadtbezirk der chinesischen Hauptstadt Peking mit einer Fläche von 2126,62 km². 89 % der Fläche des Bezirks besteht aus Bergland. Die Einwohnerzahl beträgt 441.040 (Stand: Zensus 2020). Huairou hatte 2019 fast 388.000 Einwohner, davon etwa 278.000 mit Bürgerrecht, der Rest Wanderarbeiter, Studenten und Soldaten. Von den 278.000 registrierten Einwohnern waren rund 153.000, also 55 % in der Landwirtschaft beschäftigt. Huairou ist mit seinem Speichersee eine wichtige Wasserquelle für Peking, außerdem liegen dort 20 km der Chinesischen Mauer.

## Geschichte
Während der Zeit der Streitenden Reiche gehörte der heutige Stadtbezirk zum Königreich Yan. König Xi gründete dort 243 v. Chr. die Kommandantur Yuyang (渔阳郡).
Die Qin-Dynastie übernahm 222 v. Chr. Yuyang als eine der 36 Kommandanturen des Reichs, verlegte den Verwaltungssitz jedoch vom  heutigen Dorf Tongjunzhuang (统军庄村) der Großgemeinde Shilipu (十里堡镇) im benachbarten Miyun in das heutige Dorf Liyuanzhuang (梨园庄村) der Großgemeinde Beifang von Huairou. Dies wurde anschließend von der Han-Dynastie und der Wei-Dynastie so weitergeführt. Von den nordchinesischen Kleinstaaten, die nach dem Ende der Wei-Dynastie im Jahr 265 in rascher Folge entstanden und untergingen, wurde der strategische Wert der Kommandantur Yuyang für eher gering erachtet, und die Gegend erlebte einen wirtschaftlichen Abstieg. Dies änderte sich erst während der Nördlichen Qi-Dynastie (550–577), als dort die erste Version des heutigen Abschnitts Mutianyu der Großen Mauer errichtet wurde.

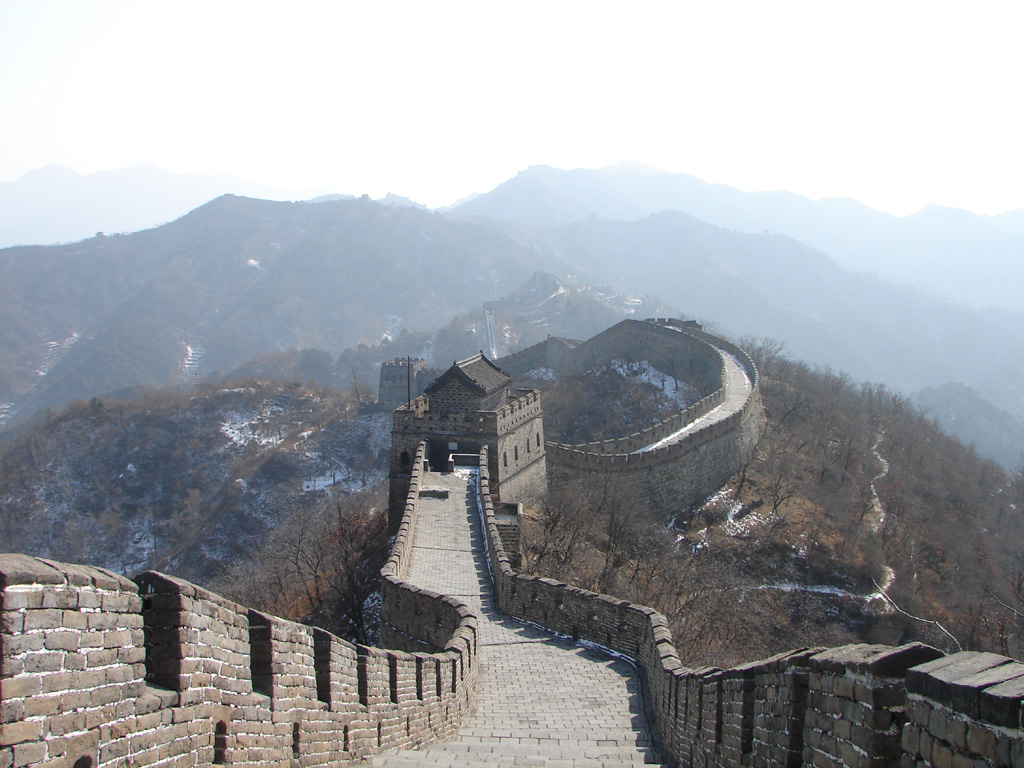
Die Chinesische Mauer bei Mutianyu

Mit der Gründung der Tang-Dynastie im Jahr 618 wurden die Kommandanturen aufgelöst und in Präfekturen umgewandelt,
wobei das Gebiet des heutigen Huairou der Präfektur Tan (檀州), dem heutigen Miyun, zugeordnet wurde. In der südlich anschließenden Präfektur Shun (顺州), dem heutigen Stadtbezirk Shunyi von Peking, wurde bei dieser Verwaltungsreform zwar ein „Kreis Huairou“ (怀柔县) eingerichtet, der hatte jedoch mit dem heutigen Huairou nichts zu tun. Der Kreis Huairou als Vorläufer des heutigen Stadtbezirks entstand erst Anfang 1369, als Kaiser Zhu Yuanzhang kurz nach der Gründung der Ming-Dynastie die Präfektur Tan in die Kreise Miyun und Huairou aufteilte.
Als General Xu Da, ein alter Kampfgefährte von Zhu Yuanzhang, 1371 nach Beiping (北平, das heutige Peking) versetzt wurde – damals war noch Nanjing die Hauptstadt von China – begann er mit dem Wiederaufbau der Großen Mauer, die während der mongolischen Yuan-Dynastie (1279–1368) keine Grenzfunktion mehr gehabt hatte. Der heute erhaltene Mauerabschnitt Mutianyu stammt aus dieser Zeit.
Im Jahr 1513 wurde der südlich anschließende Kreis Changping zur Präfektur hochgestuft und der Kreis Huairou dieser Präfektur zugeteilt. Um 1645, zu Beginn der Regierungszeit von Kaiser Aisin Gioro Fulin, kam Huairou als einer von 22 Kreisen zur Hauptstadtpräfektur Shuntian (順天府, im Wesentlichen das Gebiet der heutigen Regierungsunmittelbaren Stadt Peking). Nachdem General Yuan Shikai am 10. Oktober 1913, im 2. Jahr der Republik, die Beiyang-Regierung gegründet hatte, womit die Provisorische Regierung der Republik China (中华民国临时政府) ein Ende fand, wurde der Hauptstadtbezirk im Oktober 1914 in Jingzhao (京兆地方) umbenannt, Huairou war damals einer der nun 20 Kreise dort. Nach der Befreiung des Gebiets durch die Rote Armee am 6. Dezember 1948 wurde der Kreis Huairou der Provinz Hebei zugeteilt,
kam dann aber am 20. Oktober 1958 wieder zur Regierungsunmittelbaren Stadt Peking. Am 7. Februar 2002 wurde der Kreis Huairou per Beschluss der Stadtregierung von Peking und mit Genehmigung des Staatsrats der Volksrepublik China aufgelöst und in den Stadtbezirk Huairou umgewandelt.

## Administrative Gliederung
Auf Gemeindeebene setzt sich Huairou aus zwei Straßenvierteln, 3 Gebietsbüros, 9 Großgemeinden und zwei Nationalitätengemeinden zusammen.
Diese sind:
- Straßenviertel Quanhe (泉河街道), Sitz der Stadtbezirksregierung
- Straßenviertel Longshan (龙山街道)
- Gebietsbüro Huairou (怀柔地区), entspricht der Großgemeinde Huairou (怀柔镇)
- Gebietsbüro Miaocheng (庙城地区), entspricht der Großgemeinde Miaocheng (庙城镇)
- Gebietsbüro Yanqi (雁栖地区), entspricht der Großgemeinde Yanqi (雁栖镇)
- Großgemeinde Beifang (北房镇)
- Großgemeinde Yangsong (杨宋镇)
- Großgemeinde Qiaozi (桥梓镇)
- Großgemeinde Huaibei (怀北镇)
- Großgemeinde Tanghekou (汤河口镇)
- Großgemeinde Bohai (渤海镇)
- Großgemeinde Jiuduhe (九渡河镇)
- Großgemeinde Liulimiao (琉璃庙镇)
- Großgemeinde Baoshan (宝山镇)
- Nationalitätengemeinde Changshaoying der Mandschu (长哨营满族乡)
- Nationalitätengemeinde Labagoumen der Mandschu (喇叭沟门满族乡)[8]

## Wissenschaft und Militär

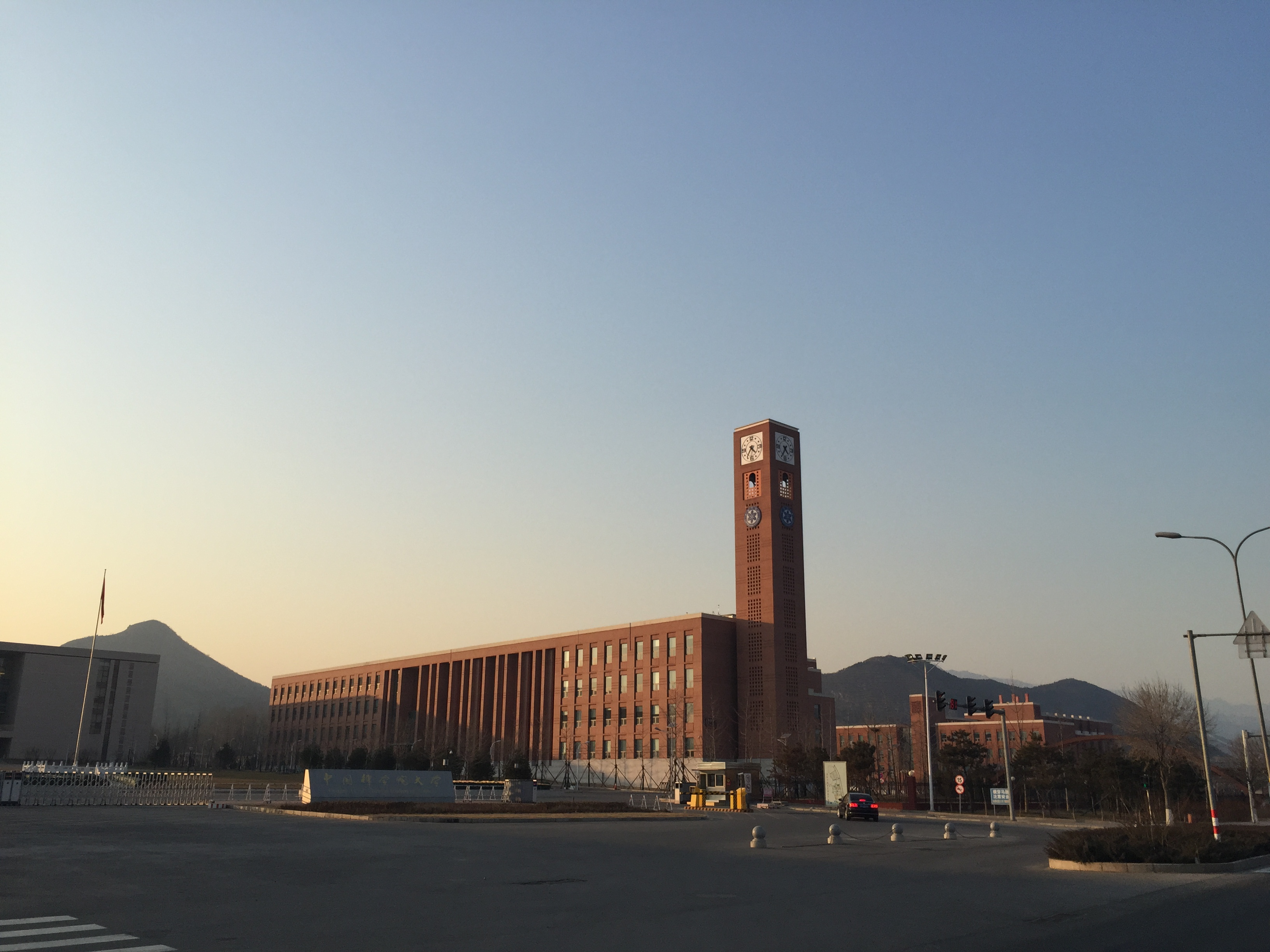
Campus am Yanqi-See

In Yanqi hat die im Juni 1978 als Kaderschule der Kommission für Wehrtechnik der Volksbefreiungsarmee gegründete Hochschule für Raumfahrttechnik der Strategischen Kampfunterstützungstruppe ihren Hauptsitz.
In der Großgemeinde Huaibei betreibt die Universität der Chinesischen Akademie der Wissenschaften seit dem 3. September 2013 den „Campus am Yanqi-See“, ein kleinerer Speichersee im Norden des Stadtbezirks.
Gegenüber der Großgemeinde Huairou, auf einer Insel am Nordufer des großen Huairou-Speichersees, befindet sich seit November 1984 das Sonnenobservatorium Huairou der Nationalen Astronomischen Observatorien der Chinesischen Akademie der Wissenschaften.
Im Südosten des Stadtbezirks, an der Grenze zu Miyun, entsteht seit 2020 auf 100,9 km² die „Wissenschaftsstadt Huairou“ (怀柔科学城), wovon 68,4 km² auf Huairou entfallen, 32,5 km² auf Miyun. In Anlehnung an das Wissenschafts- und Technologiezentrum Zhongguancun im Stadtbezirk Haidian sollen dort Forschungsinstitute und Hochtechnologie-Firmen angesiedelt werden, die auf den Gebieten Materialwissenschaft und Werkstofftechnik, Weltraumwissenschaften, Erdsystemwissenschaft, Biowissenschaften sowie Künstliche Intelligenz Forschung und Entwicklungsarbeit betreiben.
Im Oktober 2021 hatten die ersten fünf interdisziplinären Forschungsplattformen ihre Gebäude fertiggestellt und mit der Installation von Geräten begonnen, weitere 13 Institute waren im Rohbau fertiggestellt.
Das Institut für Hochenergiephysik der Chinesischen Akademie der Wissenschaften baut in der Wissenschaftsstadt ein Synchrotron mit einem Speicherring von 1360,4 m Durchmesser zur Erzeugung von hochenergetischen Photonen, im internationalen Sprachgebrauch High Energy Photon Source bzw. HEPS.
Im März 2023 lief die Anlage erstmals mit der vollen Leistung von 6 GeV.
Seit Mitte 2012 betreibt das Institut für Mechanik der Chinesischen Akademie der Wissenschaften in Yanqi einen 265 m langen Hyperschall-Windkanal mit einem Innendurchmesser von 3,5 m, in dem Modelle von Raumflugkörpern etc.  für 130 ms Strömungsgeschwindigkeiten von Mach 5 bis Mach 9 ausgesetzt werden können.
Im Zusammenhang mit dem geplanten horizontal startenden Raumflugzeug wurde dort ab März 2018 ein weiterer, größerer Windkanal für bis zu Mach 30 gebaut, der am 15. April 2022 seinen ersten Probelauf absolvierte.